# Heroes of Might and Magic: A Strategic Quest
Heroes of Might and Magic: A Strategic Quest là một game chiến thuật theo lượt do hãng New World Computing đồng phát triển và phát hành cho DOS vào năm 1995. Là một bản spin-off của dòng game nhập vai Might and Magic của New World Computing, sự thành công của Heroes of Might and Magic đã dẫn đến một số phần tiếp theo. Năm 1996, NWC cho phát hành một phiên bản cập nhật của trò chơi được chuyển sang Windows 95. Phiên bản mới này có thêm công cụ tạo màn, tự chọn màn chơi ngẫu nhiên, CD audio và các màn kịch bản mới. Ngoài ra còn bổ sung tựa game phụ King's Bounty nằm trong đĩa CD.

## Cốt truyện
Heroes of Might and Magic kể về câu chuyện của Lãnh chúa Morglin Ironfist bị buộc phải rời bỏ quê hương qua cánh cổng dịch chuyển ma thuật, vì người em họ, Ragnar đã cướp ngôi vua sau khi ông chú, phụ thân của Ragnar, đã ra tay sát hại cha của Ironfist, trở thành chủ sở hữu hợp pháp ngai vàng. Ironfist cùng với vài thủ hạ phát hiện ra mình đang ở trong một xứ sở xa lạ và chưa được khai phá gọi là Enroth. Vùng đất này chưa bị phe nào thống trị nhưng vẫn nằm dưới sự tranh đoạt giữa Ironfist và ba lãnh chúa khác: Lãnh chúa người rợ Slayer, Nữ hoàng pháp sư Lamanda và Lãnh chúa phù thủy Alamar. Theo đúng cốt truyện kinh điển, Lãnh chúa Ironfist đã đánh dẹp cả ba thế lực và sáng lập một vương quốc mới ở Enroth. Người chơi cũng có thể điều khiển phe khác giành lấy phần thắng thế nhưng điều này đã không còn nữa trong các bản về sau của dòng game Heroes of Might and Magic.

## Lối chơi
Heroes of Might and Magic diễn ra trong một thế giới hư cấu đậm chất Trung cổ đầy rẫy những sinh vật thường xuyên gắn liền với huyền thoại và truyền thuyết. Đám này hợp thành lực lượng quân sự (quân đội) mà người chơi sẽ có lúc dùng đến để chinh phục những thế lực khác. Người chơi được giao quyền chỉ huy đám tướng lĩnh cầm đầu một đạo quân lúc ban đầu trong thế giới game. Số tướng này được gọi là "heroes" (anh hùng) thường dùng để khám phá, tấn công, đánh bại, và thu phục, vốn được xem như bốn nguyên tắc cơ bản trong game. Mục tiêu cuối cùng của trò chơi thường là chiếm hết lâu đài và đánh bại tất cả anh hùng của đối phương. Tuy nhiên, game thường kèm theo nhiều màn kịch bản khác nhau, và một số trong những màn đó có các điều kiện chiến thắng độc đáo, chẳng hạn như tích lũy một số tiền vàng nhất định hay tìm kiếm một di vật đặc biệt nào đấy. Có bốn class anh hùng và lâu đài khác nhau với mỗi binh chủng và điểm mạnh/yếu riêng biệt. Hai class "might" là Knight và Barbarian sẽ tích tụ được điểm kỹ năng về mặt công hay thủ hơn là ma pháp hoặc kiến thức. Hai class "magic" là Sorceress và Warlock sẽ tích tụ được điểm kỹ năng về mặt ma pháp hoặc kiến thức hơn là công hay thủ. Còn có một loại quân trung lập "lang thang" (wandering), gồm Rogue, Nomad, Ghost (loại duy nhất không thể nào chiêu mộ được) và Genie.

## Đón nhận
GameSpot đánh giá giá trị sản xuất của trò chơi hơi dưới mức trung bình và coi phần cốt truyện có phần tẻ nhạt. Dù vậy, lối chơi của game lại được khen ngợi và nhận số điểm chung là 7.5/10.